# Shock settico
Lo shock settico, o shock setticemico, è una sindrome da shock dovuta ad una grave infezione con sepsi; la sindrome è sistemica, cioè coinvolge l'intero organismo, anche se l'agente infettante può essere presente solo in un particolare sito corporeo. Clinicamente lo shock settico è definito come un tipo di sepsi con ipotensione che richieda vasopressori per poter mantenere una pressione arteriosa media ≥ 65 mmHg e con iperlattatemia, che persistono dopo rianimazione volemica.
Può causare sindrome da insufficienza multiorgano (MODS) e morte; il tasso di mortalità è circa il 25–50%.
Lo shock settico è una situazione di emergenza medica. Per la gravità e la complessità della patologia i pazienti affetti da shock settico necessitano di essere curati in ambiente intensivo.

## Storia
Già nel 1914 Hugo Schottmüller scriveva:
(Schottmueller)
Pur accettata universalmente per decenni, questa definizione mal si concilia con l'evidenza che solamente nella metà dei pazienti è rintracciabile, nel sangue, il germe responsabile; come, d'altra parte, non tutti i pazienti in cui è presente batteriemia vanno incontro a shock settico.
Diverse personalità famose e storiche sono morte per sepsi e shock settico.

## Eziopatogenesi
La scoperta, relativamente recente, dei mediatori endogeni della risposta infiammatoria dell'ospite, ha fatto comprendere come clinicamente la sepsi rappresenti il risultato di un eccesso di attivazione dei meccanismi di difesa dell'ospite, piuttosto che l'effetto diretto dei microrganismi. La sepsi e le sue conseguenze sono l'espressione di un continuum evolutivo legate ad un effetto amplificante e moltiplicativo dei vari meccanismi che sottendono la manifestazione clinica e la sua fisiopatologia.
In altri termini le infezioni con o senza batteriemia comportano cambiamenti fisiologici dell'organismo, con risposte del sistema immunitario finalizzate alla soppressione dell'agente infettante. Questi cambiamenti però sono causa di shock (settico), che si manifesta quando un'adeguata somministrazione endovenosa di fluidi non riesce ad aumentare la pressione sanguigna a livelli accettabili, e l'evidenza clinica mostra una ipoperfusione tissutale sistemica; si determina così un cedimento progressivo delle funzioni dei vari organi e successivamente di tutto l'organismo, cioè la sindrome da insufficienza multiorgano, che rappresenta l'estremo del continuum prima citato.
Esiste una cascata di eventi che porta dalla semplice infezione allo shock settico.
1. In seguito all'infezione c'è una risposta generalizzata dell'organismo di tipo neuroumorale, pro- e antinfiammatoria
  - Attivazione di monociti, macrofagi e neutrofili che interagiscono con l'endotelio (le cellule della parete dei vasi sanguigni) tramite numerosi recettori attivati dai microrganismi
  - L'attivazione di queste cellule ed il danno endoteliale porta alla mobilizzazione di sostanze plasmatiche come citochine, TNF, interleuchine, caspasi, proteasi, leucotrieni, chinine, radicali liberi dell’Ossigeno, NO, acido arachidonico, PAF (fattore attivante le piastrine) ed eicosanoidi. Questa cascata viene amplificata dall'attivazione del complemento e dalla cascata coagulativa
2. Tale amplificazione porta in definitiva ad un danno endoteliale con gravi problemi del microcircolo, dove si verifica trombosi e perdita dell'integrità capillare,
3. Nelle falle a livello capillare si perde una buona parte dei liquidi dell'organismo, per cui esiste sempre un'ipovolemia, cioè una carenza di fluidi corporei. È per questo che è necessaria, almeno all'inizio, la somministrazione di grandi quantità di liquidi.
4. La produzione di NO crea vasodilatazione, che aggrava ulteriormente l'ipotensione

Gli eventi finali della combinazione di danno e insufficiente circolazione del microcircolo sono l'ipossiemia e l'ischemia degli organi, che è l'evento finale dello shock settico.

## Clinica
Lo shock settico esiste in due forme.
1. Ipercinetica precoce, caratterizzata da:
  - caduta delle resistenze vascolari periferiche
  - differenza arterovenosa in ossigeno diminuita
  - cute calda e secca, rosea
  - pressione normale o leggermente abbassata
2. Ipocinetica, che si distingue per:
  - resistenze vascolari periferiche aumentate
  - differenza arterovenosa in ossigeno aumentata
  - ipotensione arteriosa e venosa
  - tachicardia
  - oliguria
  - cute pallida e sudata.

Una forma particolare di shock settico è la sindrome da shock tossico, nelle sue eziologie da enterotossina F (TSCT-1, tossina prodotta da un ceppo di Stafilococco aureo) e da enterotossina SGA, prodotta dallo Streptococco di gruppo A (spesso complicazione di una fascite o miosite necrotizzante).

## Trattamento
- Trattamento della malattia sottostante: antibioticoterapia a largo spettro[9], da iniziare empiricamente dopo il prelievo ematico per emocoltura. Le linee guida SSC del 2016[10] raccomandano che la somministrazione di antibiotici per via endovenosa debba iniziare entro un'ora dal riconoscimento della sepsi e dello shock settico.
- Apporto di liquidi (cristalloidi) e, in casi selezionati, glucocorticoidi. I colloidi non sono raccomandati di routine, i colloidi sintetici invece sono da evitare; normalizzazione della pressione, che spesso richiede l'utilizzo di amine vasoattive.
- Correzione di un'eventuale acidosi metabolica.
- Prevenzione delle complicanze e loro trattamento.
- Steroidi[9].
- Acido ascorbico e tiamina[11].